# خوب، بد، زشت
خوب، بد، زشت (به ایتالیایی: Il buono, il brutto, il cattivo) (به انگلیسی: The Good, the Bad, and the Ugly) یک فیلم درژانر وسترن اسپاگتی حماسی است که توسط سرجو لئونه در سال ۱۹۶۶ ساخته شد. زبانی که بازیگران این فیلم به آن سخن می‌گویند آمیخته‌ای از ایتالیایی و انگلیسی است. این فیلم سومین (و آخرین) فیلم از سه‌گانهٔ دلار (Dollars Trilogy) سرجو لئونه است.

## خلاصهٔ داستان فیلم

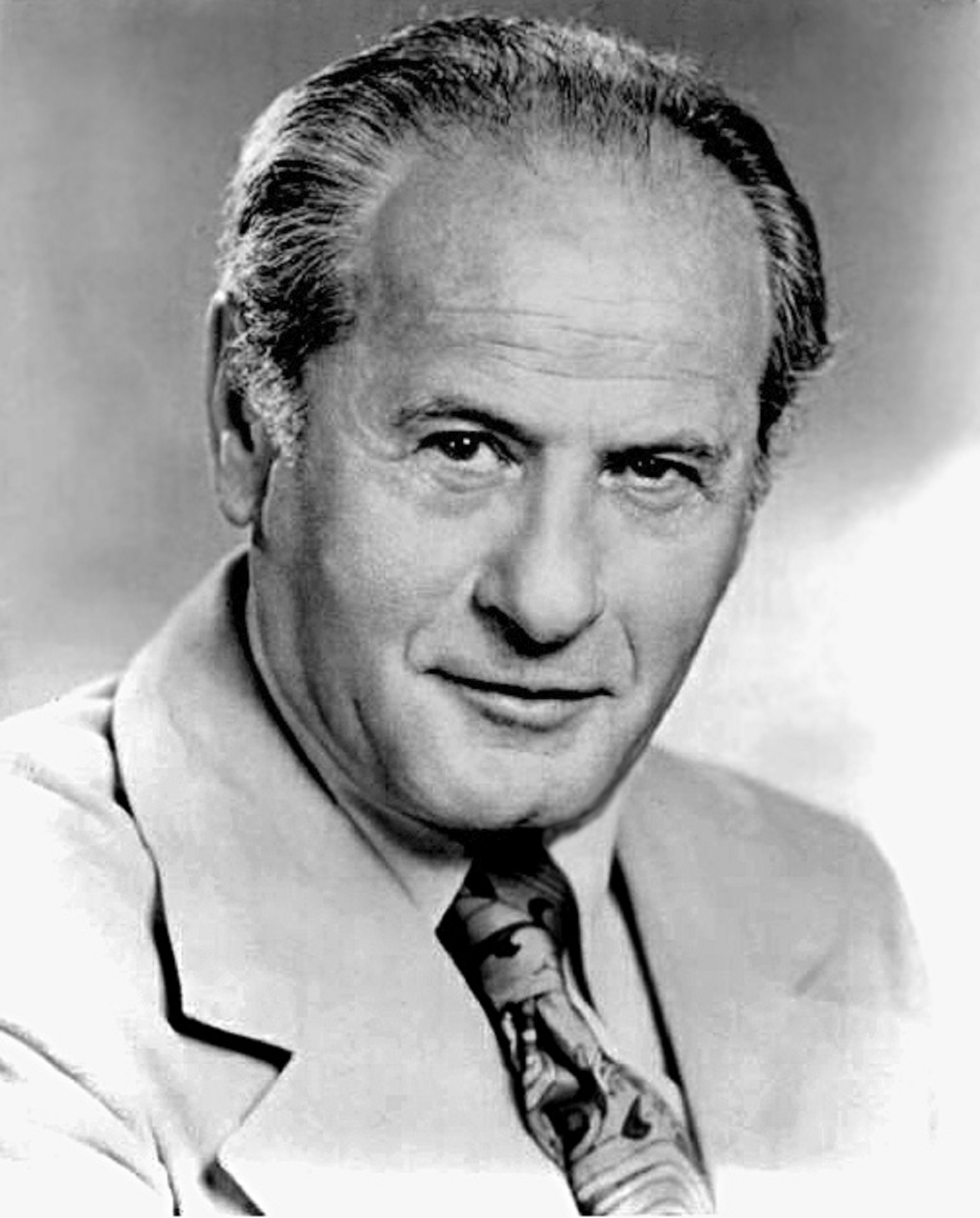
پرتره عمومی ایلای والاک برای خوب، بد، زشت (۱۹۹۶)

«خوب» (کلینت ایستوود، در فیلم، با نام «بلوندی») و «زشت» (ایلای والاک، در فیلم، با نام «توکو») با هم کار می‌کنند و با شگرد خاصی، به گول‌زدن کلانترهای مناطق مختلف و پول درآوردن از این راه می‌پردازند. «بد» (لی وان کلیف) آدمکشی حرفه‌ای است که به‌خاطر پول حاضر به انجام هر کاری است. «بد»، که در فیلم او را «اِنجل آیز (اِینجل آیز)» (به انگلیسی: Angel Eyes) صدا می‌کنند، به‌دنبال گنجی است که در طی جنگ‌های داخلی آمریکا، به دست سربازی به نام «جکسون»، که بعدها به «کارسون» نامش را تغییر داده، مخفی شده است. خوب (بلوندی) و زشت (توکو) از وجود گنج خبر ندارند؛ ولی وقتی «زشت» طی درگیری‌ای که بین او و «خوب» اتفاق افتاده، تصمیم می‌گیرد او را در وسط بیابان بدون آب و درحالی‌که تشنه است بکُشد، آن‌ها اتفاقاً به بیل کارسون، سرباز کذایی، که در حال مردن است، برمی‌خورند. سرباز، نام قبرستانی را که پول در یکی از قبرهای آن دفن شده، وقتی خوب در آنجا نیست، به «توکو» می‌گوید؛ ولی سپس سرش پایین می‌افتد و چشم‌هایش بسته می‌شود. وقتی «توکو»، که مردی پول‌پرست و طمّاع است، می‌رود تا برای او آب بیاورد تا بتواند هرچه بیشتر او را زنده نگاه داشته و جای گنج را بفهمد، کارسون دهان باز می‌کند و نام قبر موردنظر را به «خوب» می‌گوید و جان می‌سپارد. حالا که هر سه از وجود گنج باخبرند، هر سه به دنبال آن می‌روند. «خوب» و «زشت» به‌خاطر اینکه هرکدام قسمتی از راز را می‌دانند، با هم کار می‌کنند. «اِنجل آیز» («بد»)، که هنوز هیچ‌کدام از نام‌ها را نمی‌داند، به‌طور اتفاقی با آن دو برخورد کرده و نام قبرستان را با شکنجه کردن «توکو» می‌فهمد. حال این «اِنجل آیز» است که با «خوب» کار می‌کند، و «توکو» از مسیر دیگری به راه خود ادامه می‌دهد…

## ارجاعات به این فیلم
ایده‌های فیلم‌نامه، فیلم‌برداری، و موسیقی مورد استفاده در فیلم خوب، بد، زشت بارها در فیلم‌ها یا آلبوم‌های موسیقیِ مختلف مورد استفاده قرار گرفته‌اند. به‌عنوان مثال، ایدهٔ ترکیب قاتل خونسرد، مرد طمّاع، و پلیس خوب در چندین فیلم ازجمله فیلم جایی برای پیرمردها نیست، ساختهٔ برادران کوئن، مورد استفاده قرار گرفته است. از موسیقی متن فیلم نیز در فیلم‌های بسیاری ازجمله بیل را بکش، ساختهٔ کوئنتین تارانتینو، استفاده شده است. همچنین گروه‌های موسیقی مانند متالیکا از بعضی از تم‌های مشهور این فیلم در کنسرت‌های خود استفاده کرده‌اند.